# Třída Gangut
Třída Gangut byla třída bitevních lodí Ruského carského námořnictva. Celkem byly v letech 1909–1914 postaveny čtyři jednotky této třídy. Lodě se účastnily první světové války i ruské revoluce (po ní dostaly nová revoluční jména). Frunze ve 20. letech zničil požár a zbylé tři lodě byly ve 30. letech rozsáhle rekonstruovány. Dvě jednotky byly za druhé světové války nasazeny na Baltu a jedna v Černém moři. Jejich hlavní činností byla dělostřelecká podpora pozemních jednotek. Marat za války zničily německé střemhlavé bombardéry, zbylé dvě bitevní lodě sloužily až do poloviny 50. let. Poté byly sešrotovány.

## Pozadí vzniku
Stavba této třídy byla objednána roku 1909. Její konstrukci navrhla britská společnost Brown & Co. v Clydebanku. Ruské loděnice postavily celkem čtyři jednotky této třídy. Pro jejich doprovod byly navíc stavěny lehké křižníky třídy Světlana.
Jednotky třídy Gangut:
| Jméno         | Loděnice           | Založení kýlu   | Spuštěna        | Vstup do služby    | Porevoluční jméno      | Status      |
| ------------- | ------------------ | --------------- | --------------- | ------------------ | ---------------------- | ----------- |
| Gangut        | Admiralty Shipyard | 16. června 1909 | 1911            | 11. ledna 1915     | Okťabrskaja revolucija | sešrotována |
| Petropavlovsk | Baltic Yard        | 16. června 1909 | 1911            | 5. ledna 1915      | Marat                  | sešrotována |
| Sevastopol    | Baltic Yard        | 16. června 1909 | 27. června 1911 | 17. listopadu 1914 | Parižskaja kommuna     | sešrotována |
| Poltava       | Admiralty Shipyard | 16. června 1909 | 1911            | 30. prosince 1914  | Frunze                 | sešrotována |

## Konstrukce

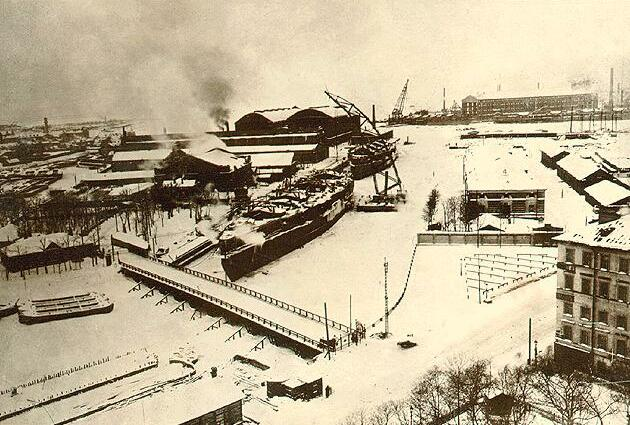
Stavba lodí Gangut a Poltava

Hlavní výzbroj po dokončení tvořilo dvanáct 305mm kanónů ve čtyřech třídělových věžích stojících v ose lodi. Sekundární výzbroj tvořilo šestnáct 120mm kanónů umístěných v kasematech. Lehkou výzbroj představovaly čtyři 63mm kanóny a čtyři 57mm kanóny. Lodě rovněž nesly čtyři 450mm torpédomety. Pohonný systém tvořily čtyři sestavy turbín Parsons, kterým páru dodávalo 25 kotlů Yarrow. Lodní šrouby byly čtyři. Nejvyšší rychlost dosahovala 25 uzlů.

## Operační služba

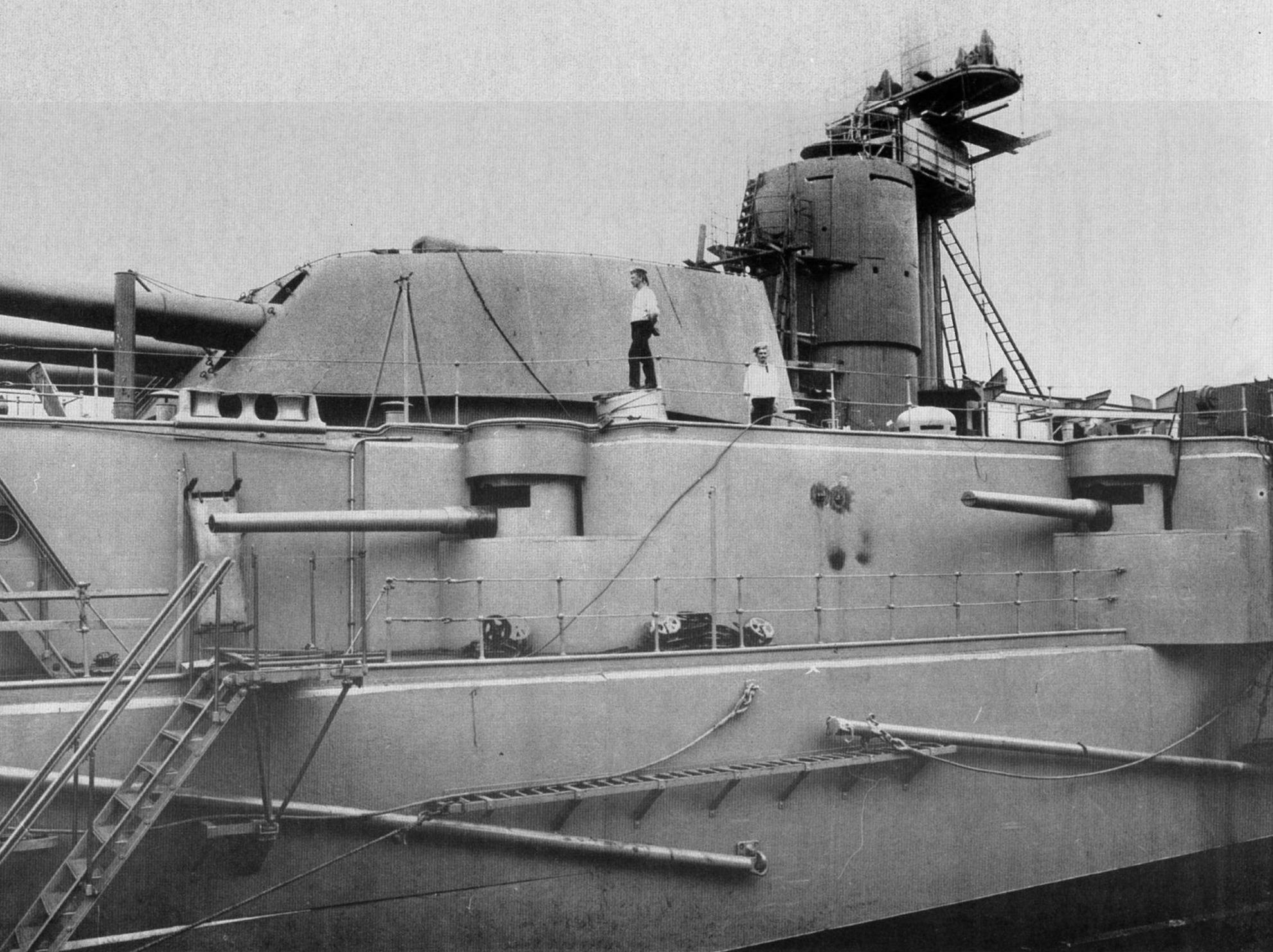
Detail dělové věže bitevní lodě Gangut. Dobře patrné jsou 120mm kasematové kanóny a nad nimi čnící pancéřová věž.

### První světová válka
Všechny čtyři lodě byly do služby zařazeny v průběhu první světové války. Byly součástí baltské floty a měly bránit Finský záliv proti případnému nájezdu německé Kaiserliche Marine.

### Občanská válka a meziválečná doba
Říjnová revoluce a občanská válka v Rusku přinesly poškození lodí a nedostatek posádek, což si vyžádalo jejich dočasné stažení ze služby (výjimkou byla pouze bitevní loď Petropavlovsk nasazena bolševiky v občanské válce).
Do služby se postupně vracely s novými revolučními jmény – Marat (ex Petropavlovsk) v roce 1922, Parižskaja kommuna (ex Sevastopol) v roce 1923 a Okťabrskaja revolucija (ex Gangut) v roce 1926. Všechny tři lodě byly ve 30. letech rozsáhle rekonstruovány. Dostaly například nové nástavby, systémy řízení palby, jeřáb s hydroplány, kotle a pozměněna byla i výzbroj. Naopak Frunze (ex Poltava) byla v roce 1920 těžce poškozena požárem. Uvažovalo se o její přestavbě na letadlovou loď. Nakonec loď posloužila jako zdroj náhradních dílů a po druhé světové válce byla sešrotována. Dvě její dělové věže byly instalovány v Sevastopolu jako pobřežní baterie.

### Druhá světová válka

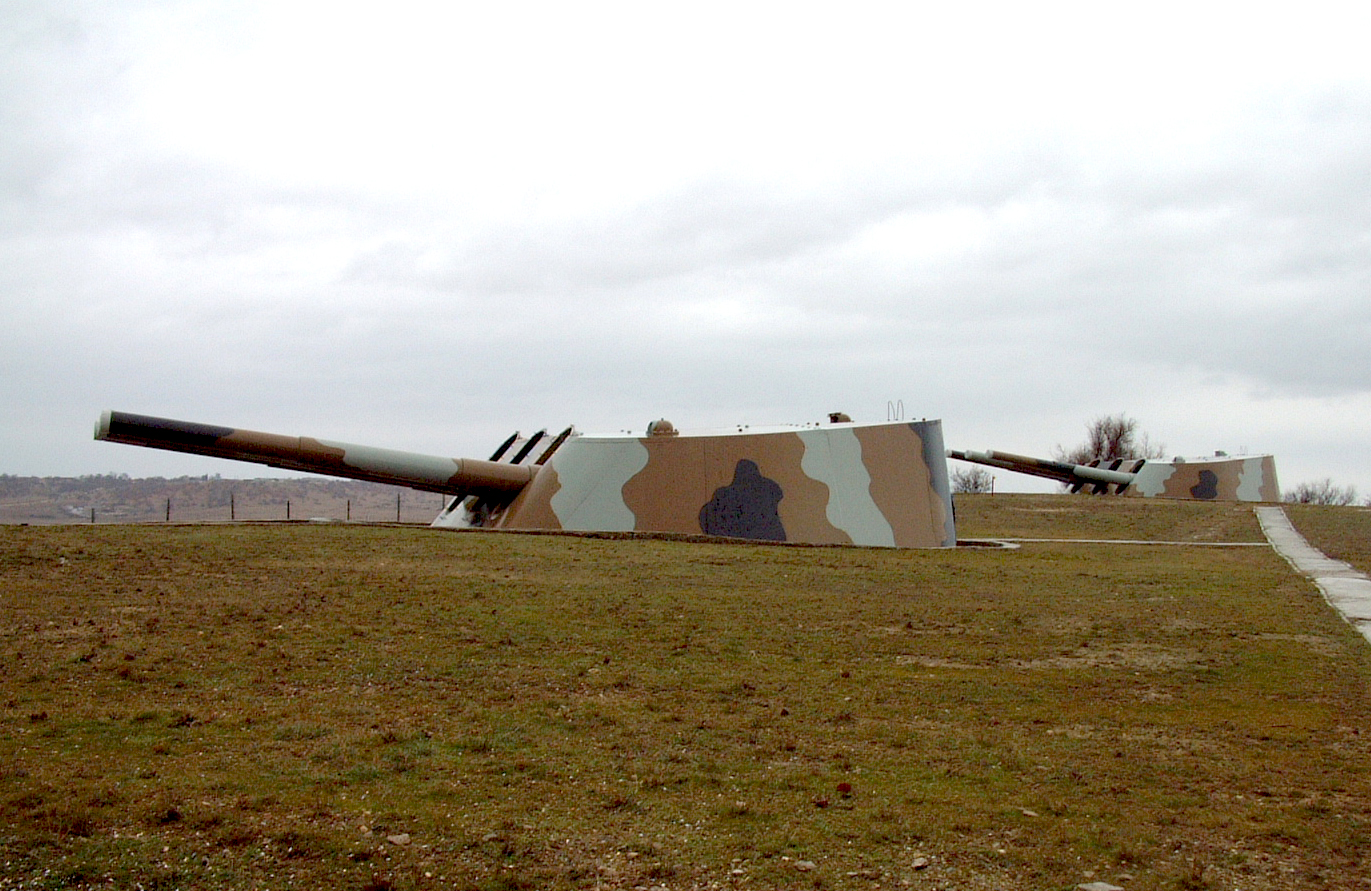
Pobřežní baterie vytvořená ze dvou dělových věží bitevní lodě Frunze

Marat a Okťabrskaja revolucija strávily druhou světovou válku na Baltu. Marat byl potopen německými střemhlavými bombardéry a příležitostně sloužil jako plovoucí baterie. Okťabrskaja revolucija se také soustředila hlavně na podporu pozemních sil obránců obleženého Leningradu.
Parižskaja kommuna pak byla v letech 1929–1930 přesunuta do Černého moře, kde mělo sovětské námořnictvo nedostatek velkých válečných lodí. V této oblasti byla nasazena ve světové válce. Především svou palbou podporovala pozemní operace Rudé armády. Nasazena byla jak v Kerčsko-feodosijské operaci, tak později pro znovuobsazení Krymu. V roce 1943 bylo lodi vráceno předválečné jméno Sevastopol.
Okťabrskaja revolucija a Sevastopol přečkaly válku v aktivní službě, ve které zůstaly do roku 1954, kdy byly převedeny k výcviku. O dva roky později byly sešrotovány.